# Sala Kakel- och Keramikfabrik

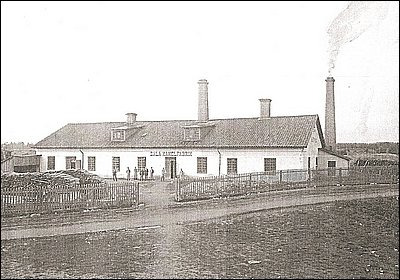
Sala Kakel- och Keramikfabrik 1912

Sala Kakel- och Keramikfabrik var en keramisk fabrik i Sala, verksam 1904–1932.
Fabriken grundades av Carl Hildor och Gustav Lundgren under namnet C. H. Lundgren & Co. Från början tillverkade man främst kakelugnar, men övergick efterhand till bruksföremål, bland annat blomkrukor och prydnadskeramik. Efter en brand 1932 upphörde tillverkningen.